# لينوس هالينيوس
لينوس هالينيوس (بالسويدية: Linus Hallenius)‏ (1 أبريل 1989 بسوندسفال في السويد - ) هو لاعب كرة قدم سويدي في مركز الهجوم. شارك مع منتخب السويد تحت 17 سنة لكرة القدم ومنتخب السويد تحت 19 سنة لكرة القدم ومنتخب السويد تحت 21 سنة لكرة القدم. أما مع النوادي، فقد لعب مع نادي آراو ونادي بادوفا ونادي جنوى ونادي لوغانو ونادي هاماربي لكرة القدم ونادي هلسينغبورغ ونادي سوندسفال ‏.

## روابط خارجية
- لينوس هالينيوس على موقع اتحاد السويد (السويدية)
- لينوس هالينيوس على موقع قاعدة بيانات كرة القدم.إي يو (الإنجليزية)
- لينوس هالينيوس على موقع عالم كرة القدم.نت (الإنجليزية)
- لينوس هالينيوس على موقع AS.com (الإسبانية)